# Supella vicina
Supella vicina är en kackerlacksart som beskrevs av Lucien Chopard 1958. Supella vicina ingår i släktet Supella och familjen småkackerlackor.
Artens utbredningsområde är Komorerna. Inga underarter finns listade i Catalogue of Life.